# Ли, Софи
Софи Ли (англ. Sophia Lee; 13 мая 1750, Лондон — 13 марта 1824, Бристоль) — английская писательница, драматург и педагог; старшая сестра новеллистки Харриет (Гарриет) Ли (1757—1851).

## Биография
Софи Ли родилась 13 мая 1750 года в городе Лондоне в семье актёра и театрального менеджера Джона Ли (1725—1781).
Её первая пьеса, «Глава несчастных случаев», трёхактная драма, основанная на драме Дени Дидро «Отец семьи», была поставлена Джорджем Колманом Старшим в Театре Хеймаркет 5 августа 1780 года и имела большой успех у публики и критиков.

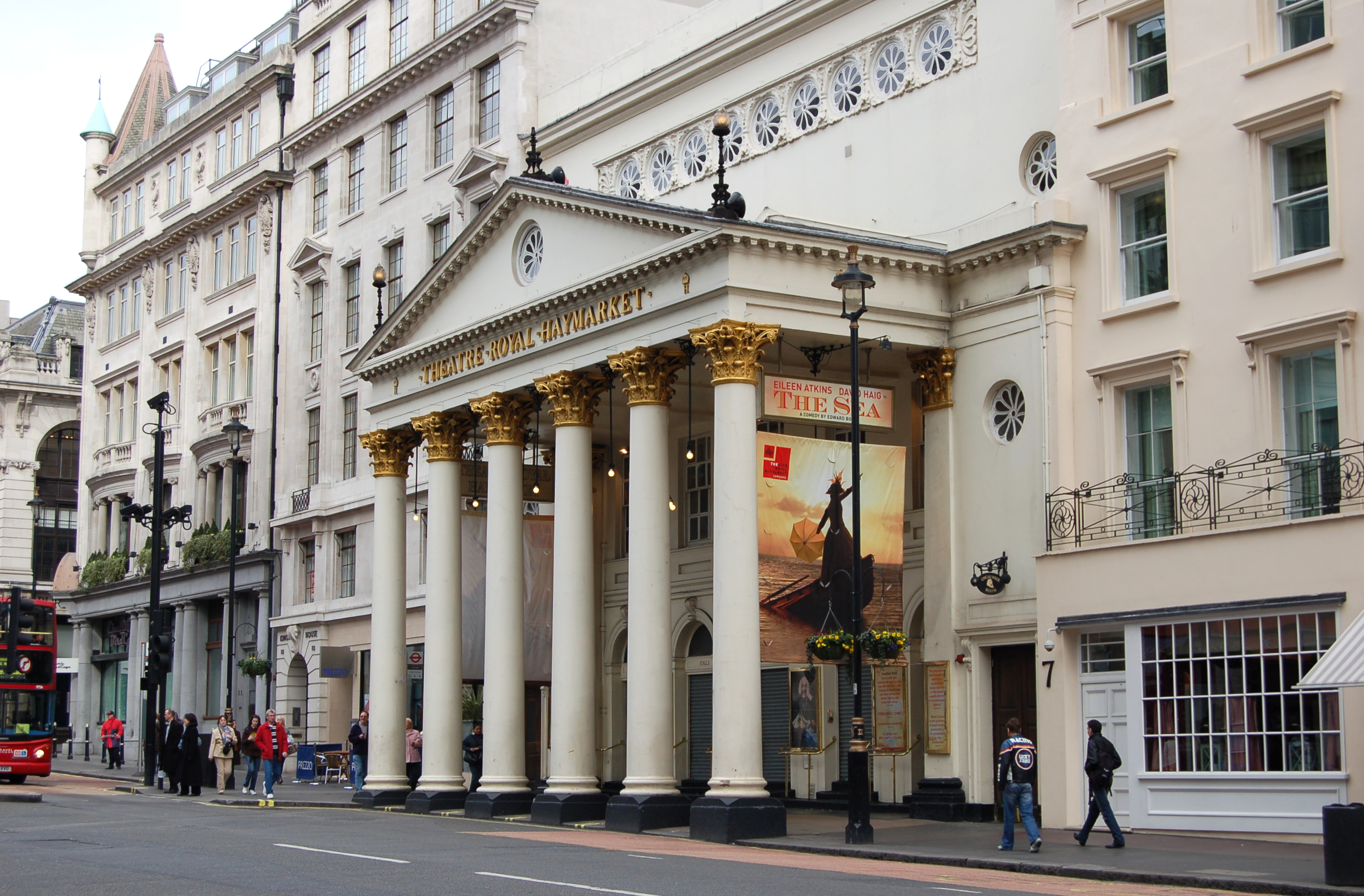
Театр Хеймаркет

В 1781 году умер её отец и Ли потратила доходы от пьесы на открытие школы в Бате, где она поселила своих младших сестёр Энн и Харриет. Её роман «Перерыв, или Повесть о былых временах» (1783–1785) был историческим; действие происходит в елизаветинские времена и вращается вокруг двух вымышленных дочерей Марии Стюарт, королевы Шотландии. «Перерыв» также можно рассматривать как формирующее произведение оригинальной готики, повторяющее и предшествующее темам других современных готических писателей; он был настолько популярен, что в 1820 году появилась побочная повесть «Роуз Дуглас» ; или «Суд Елизаветы». Ли также написал пьесу «Алмейда, королева Гранады» (англ. «Almeyda, Queen of Grenada»; 1796), длинную трагедию белыми стихами, премьера которой состоялась на сцене театра «Друри-Лейн» 20 апреля 1796 года, но показывалась всего пять вечеров.
В 1797 году, месте со своей сестрой Харриет Ли, она также написала серию «Кентерберийских рассказов» (англ. Canterbury Tales). 
Софи Ли скончалась 13 марта 1824 года в своём доме недалеко от Клифтона (Бристоль).